# Colección del Museo Ruso San Petersburgo Málaga
El centro Colección Museo Ruso San Petersburgo Málaga es una sede del Museo Estatal Ruso ubicada en el edificio de la antigua Real Fábrica de Tabacos de Málaga en España. Se trata de la primera filial europea de la institución rusa y su inauguración se produjo el 25 de marzo de 2015. El centro Colección Museo Ruso San Petersburgo Málaga tiene cifras superiores a los 100.000 visitantes anuales. Desde su apertura ha albergado dieciocho exposiciones recibiendo más de medio millón de visitas.
Junto a las salas expositivas, el centro dispone de auditorio, tres salas de proyección, talleres infantiles, sala de lectura con libros de referencia, una sede del museo virtual, cafetería y tienda.

## Historia
En mayo de 2014 se anunció que el Museo Estatal Ruso de San Petersburgo ubicaría su primera filial en Europa en Málaga.
El contenedor del centro es el inmueble de la antigua Real Fábrica de Tabacos de 1929, la edificación fue proyectada por los ingenieros industriales Juan Francisco Delgado y Carlos Dendariana y el ingeniero de caminos Fernando Guerra, siendo director de las obras el ingeniero de caminos Francisco González Estefani, aunque fue el arquitecto Mariano García Morales quien define estilísticamente este edificio clasicista regionalista. Está situado en el llamado Camino de la Misericordia, en el barrio de Huelin, ensanche industrial malagueño del siglo XIX en el borde litoral de la orilla occidental del río Guadalmedina.
El protocolo del acuerdo rubricado en 2014 disponía que la Colección tendría un permanencia de diez años prorrogables y que alrededor de 100 piezas serían exhibidas de forma permanente, además de más de medio centenar en las exposiciones temporales elaboradas por el propio Museo Estatal Ruso.
Tras la invasión rusa de Ucrania en 2022, la colección del museo regresó a Rusia en mayo de 2022 tras concluir la última exposición. Desde entonces, el Ayuntamiento de Málaga ha mantenido el museo abierto con exposiciones depositadas por coleccionistas privados.

## Colección

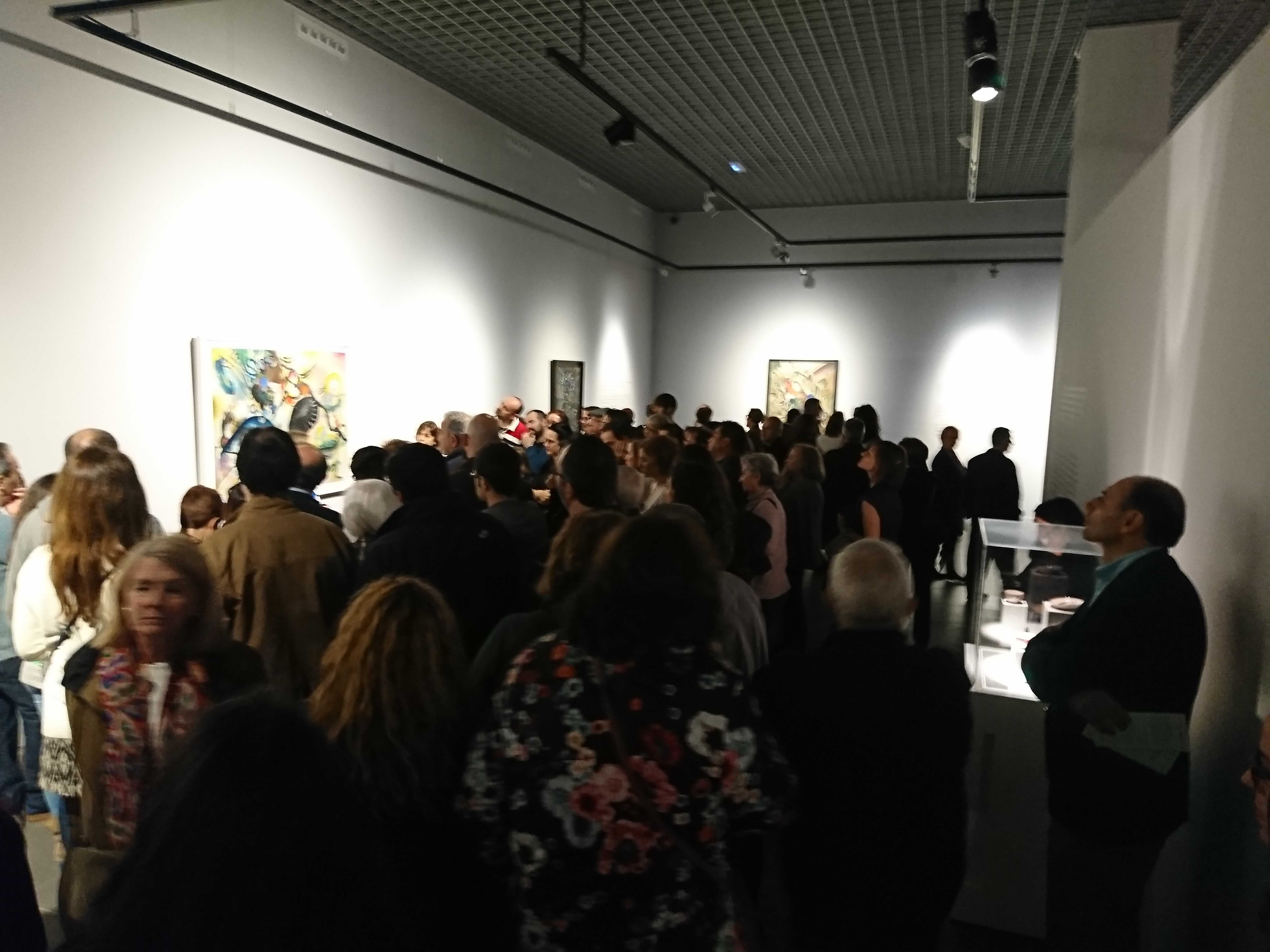
Imagen tomada durante una de las visitas guiadas al Museo.

La Colección del Museo Ruso dispone de 2.300 metros cuadrados y 770 metros lineales de espacio expositivo. El museo aunque no posee fondos propios desde su apertura, muestra colecciones permanentes de forma anual o semestral, debido a la legislación rusa, que impide que los préstamos de obras de arte a otros países sean superiores al año de duración.